# اسلوایسکیل
اسلوایسکیل (به هلندی: Sluiskil) یک منطقهٔ مسکونی در هلند است که در ترنئوزن واقع شده‌است. اسلوایسکیل ۲٬۳۴۲ نفر جمعیت دارد.